# Nicolas Folmer

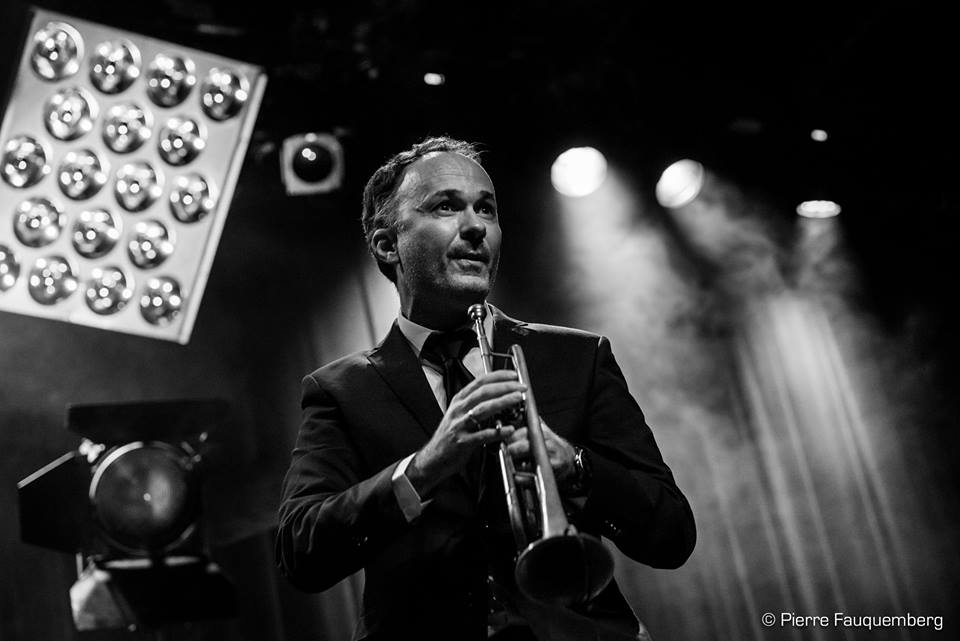
Nicolas Folmer

Nicolas Folmer (* 26. Oktober 1976 in Albertville) ist ein französischer Jazz-Trompeter.

## Wirken
Folmer gilt als einer der besten französischen Jazz-Nachwuchstrompeter (2007). Von 1997 bis 1999 war er Mitglied des „Orchestre National de Jazz“ unter Leitung von Didier Levallet (Alben ONJ Express, Séquences, Deep Feelings). 1999 gründete er mit dem Tenorsaxophonisten Pierre Bertrand die „Paris Jazz Big Band“. Außerdem ist er Mitgründer von „NoJazz“ (mit dem Saxophonisten Philippe Selam). Daneben ist er ein gefragter Sideman, der u. a. Charles Aznavour, Claude Nougaro, Dee Dee Bridgewater, Diana Krall und Natalie Cole begleitete und mit Sylvain Beuf, George Russell, Laurent Cugny, Riccardo Del Fra, Lucky Peterson / Wynton Marsalis (Live from Jazz in Marciac) spielte.
Seinem Debütalbum I comme Icare (Cristal Records 2004, mit André Ceccarelli, dem Pianisten Alfio Origlio, dem Bassisten Ira Coleman, dem Saxophonisten und Flötisten Stéphane Guillaume) folgte 2006 Fluide (Cristal, mit dem Pianisten Pierre-Alain Goualch, den Schlagzeugern Stéphane Huchard und Thomas Grimmonprez und dem Bassisten Jérôme  Regard). Auf mehreren Alben dokumentierte er seine Zusammenarbeit mit Michel Legrand, Bob Mintzer, Daniel Humair und Michel Portal. 2015 und 2016 erschienen seine Fusion-Alben Horny Tonky und The Horny Tonky Experience.
2005 erhielt er sowohl den Django d’Or als „Neues Talent“ als auch als gleichzeitig als Leiter der Paris Jazz Big Band mit Pierre Bertrand.